# 穆萊尼斯

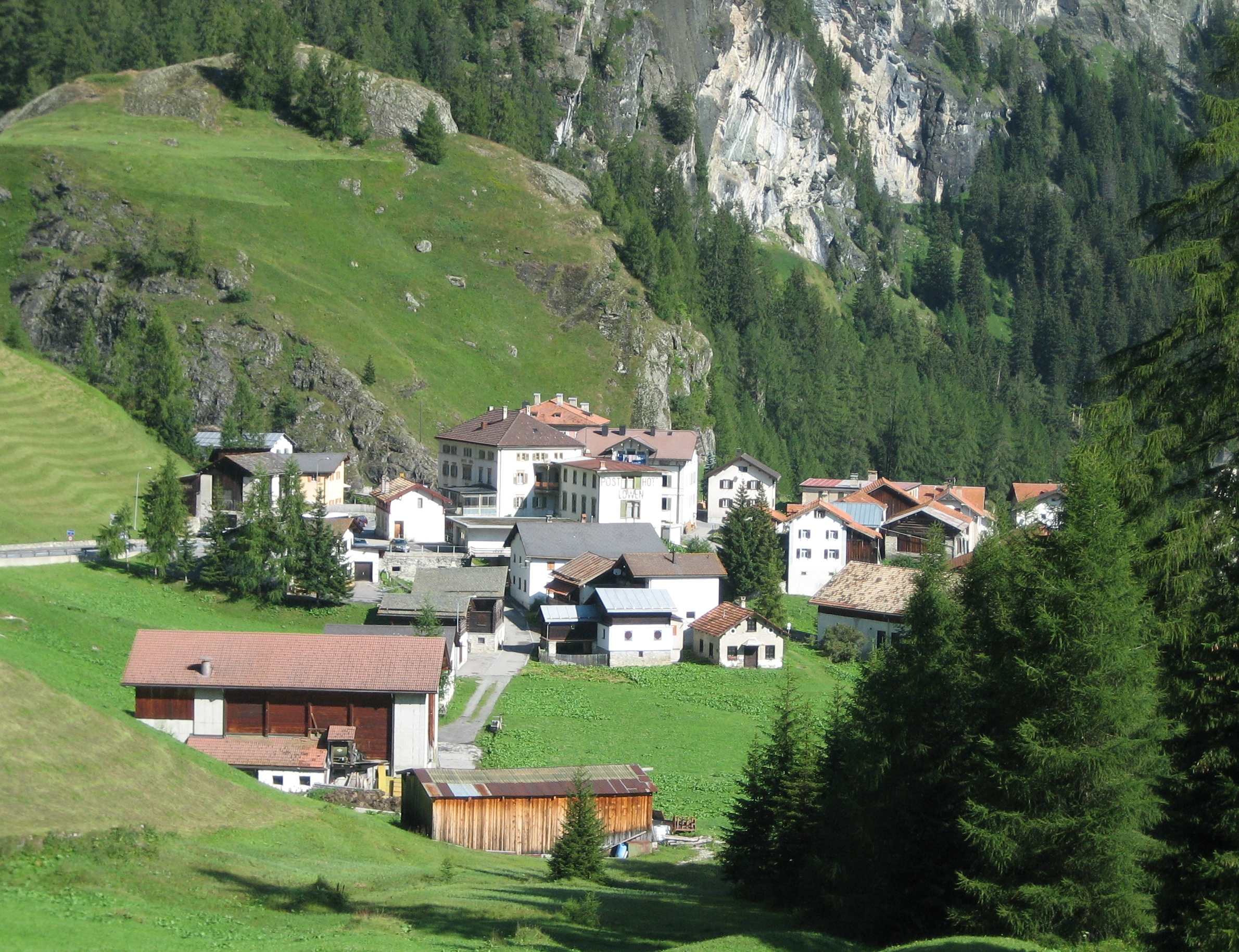

穆萊尼斯是瑞士的城鎮，位於該國東部，由格勞賓登州負責管轄，面積33.79平方公里，海拔高度1,481米，2011年人口29，五成半居民使用羅曼什語，人口密度每平方公里1人。